# 長松篤棐
長松 篤棐（ながまつ あつすけ）は、戦前日本の植物学者、実業家、政治家。ドイツで植物学を学び、帰国後学習院大学教授を務めたが、間もなく非職を命じられて東京火災保険（現損害保険ジャパン）取締役に転身し、社長に上り詰める一方、男爵継承以降長きに渡り貴族院議員を務めた。

## 経歴

### 修学時代
元治元年（1864年）4月15日、周防国吉敷郡矢原村に長州藩士長松幹の子として生まれた。明治2年（1869年）父幹は太政官大史少弁に任じられており、これに従い上京したと思われる。平河学校（現・千代田区立麹町小学校）卒業。
1874年（明治7年）9月東京外国語学校英語科に入学、後東京大学予備門に吸収されたが、1878年（明治11年）3月第二級在籍時、慢性胃病のため予備門を退学した。
1880年（明治13年）9月学習院英学科後期四級に入学し、大久保忠礼、徳大寺公弘、山口弘達、山崎治敏を同級生とするも、1881年（明治14年）1月退学する。
1881年（明治14年）3月、京都府知事槇村正直を頼って京都府京都中学前期二級に入学したが、都落ちによる劣等感から、郷誠之助、烏丸千佳之助等を悪友として遊び歩く生活を送った。10月静岡県中学高等二級に転校した。

### 植物学研究
1882年（明治15年）東京大学理学科選科に試験を経て入学し、矢田部良吉、松村任三、大久保三郎に植物学を学んだ。
1884年（明治17年）2月東京大学を中退し、3月日本発、6月ヴュルツブルクに到着し、ユリウス・マクシミリアン大学ヴュルツブルクに入学、ユリウス・フォン・ザックスに植物生理学を学び、「葉緑体の作用に就て」を発表、1886年（明治19年）7月7日試験に合格し、論文刊行に伴いDoctoris Philosophaeを取得した。
論文執筆後旅に出て、8月5日ミュンヘンを訪れ、森鷗外とフィンステルワルデル珈琲店を訪れ、13日賢者ナータンを観劇した。
1887年（明治20年）6月帰国し、6月14日、飯島魁に代わって学習院教授に就任し、麹町区一番町54番地の米倉一平名義の土地に住んだ。しかし、1890年（明治23年）8月12日学制改革に伴い非職となり、1893年（明治26年）8月9日依願退職した。ドイツの学位を得ながらも、学界には受け入れられなかった。

### 東京火災保険
1893年（明治26年）11月12日、東京火災保険評議委員をしていた義父米倉一平の斡旋で、取締役として入社した。1911年（明治44年）1月24日常務取締役、7月26日取締役副社長、1931年（昭和6年）7月13日取締役社長となり、7月31日評議委員。
また、1911年（明治44年）1月31日神国生命社長、1919年（大正8年）11月24日生命保険会社協会取締役、その他同じ系列にあった帝国海上保険取締役社長、東洋火災取締役社長、太平火災取締役、第一火災取締役、東京報知機取締役社長等も兼任した。
1913年（大正2年）4月16日から10月まで王子電気軌道取締役社長。
1920年（大正9年）4月欧米を視察し、ロンドンに代理店を設けた。

### 貴族院議員
1903年（明治36年）父が死去したため、7月24日男爵の地位を継ぎ、1904年（明治37年）7月10日貴族院男爵議員に当選した。当初木曜会にあったが、1910年（明治43年）2月清交倶楽部に移った。
1905年（明治38年）2月、日本興業銀行法中改正法律案、1909年（明治42年）3月砂鉱法案、1911年（明治44年）2月予算委員会で登記手続について発言を行う。
1911年（明治44年）7月10日任期満了、同日再選。1916年（大正5年）2月簡易生命保険法案、1918年（大正7年）3月有価証券割賦販売業法案について質疑を行う。
1918年（大正7年）7月9日任期満了し、7月16日再選。1919年（大正8年）2月、予算委員会で耕地整理、特許局、米の供給等について質問した。
1925年（大正14年）7月9日任期満了、1927年（昭和2年）11月12日補欠選挙に当選した。1932年（昭和7年）7月9日任期満了。
1941年（昭和16年）風邪をこじらせて肺炎を併発し、4月16日午前7時30分死去した。

## 栄典
- 1918年（大正7年）10月21日 - 正四位[33]

## 著書
- "Beiträge zur Kenntnis der Chlorophyllfunktion," Becker's Universitäts-Buchdruckerei, 1886
  - "Beiträge zur Kenntnis der Chlorophyllfunktion," Arbeiten des Botanischen Instituts in Würzburg Bd. 3, 1888
  - 長松篤棐, 「葉緑体ノ作用ニ就テ」『植物学雑誌』 2巻 17号 1888年 p.123-129, 日本植物学会, doi:10.15281/jplantres1887.2.123
- 『植物学』文学社、明治23年9月NDLJP:832423

## 親族
- 父：長松幹 - 長州藩士、貴族院勅選議員。嘉永6年（1853年）山本亡羊に本草学を学んでいる[34]。
- 母：大野章子（ふみこ） - 長門国美祢郡太田村郷士大野徳右衛門女[35]。
- 叔父：松野礀 - 章子弟。ドイツで林学を学ぶ。
- 叔母：松野クララ ‐ 礀の妻。ドイツ人。
- 兄：長松修造 - 嘉永6年（1853年）生、1871年（明治4年）大蔵省造幣調査のためロンドンに留学するも、1874年（明治7年）病気のため小野梓と代わって帰国し、1875年（明治8年）8月20日没[36]。
- 弟：長松春三郎 - 1872年（明治5年）生、1873年（明治6年）没[37]。
- 妻：米倉菅子 - 東京米商会所頭取・米倉一平（1831－1904）[38]の三女。明治2年（1869年）4月生。[24]空襲を逃れて鎌倉の別荘に移り、1945年（昭和20年）5月没[39]、
- 養子：増田八郎 - 菅子姉つや子の子。早世[40]。
- 長男：長松太郎 - 1919年（大正8年）8月7日生（大正元年生まれとも[41]）、東京帝国大学農学部卒、広島ステーションビル社長[42]。